# Distichia muscoides
Distichia muscoides är en tågväxtart som beskrevs av Christian Gottfried Daniel Nees von Esenbeck och Franz Julius Ferdinand Meyen. Distichia muscoides ingår i släktet Distichia och familjen tågväxter. Inga underarter finns listade i Catalogue of Life.